# W88 (核弾頭)
W88はアメリカ合衆国が開発・運用している核弾頭。UGM-133A トライデント II潜水艦発射弾道ミサイル向けのものであり、1980年代に開発が行われた。2009年までにアメリカ合衆国が開発した最新の核弾頭であり、現在でも配備に付けられている。

## 概要
トライデント・ミサイルのMIRV弾頭として開発された。開発を担当したのはロスアラモス国立研究所である。熱核弾頭であり、核出力は最大475kt、全長1.75m、直径0.55m、重量は推定360kg未満である。
1999年に発覚した核兵器スパイスキャンダルに伴う報道により、それまで秘密に包まれていたW88核弾頭の構造の一部が明らかになった。W88核弾頭は最も洗練された設計の核弾頭ではあるものの、基本的には1958年までにアメリカ合衆国が蓄積した核兵器技術の組み合わせによって設計されている。
下に示した内部構造図は、従来の核弾頭と異なるいくつかのデザイン上の特徴を示している。これらにより、W88核弾頭はそのサイズに比して大きな核出力を達成していると考えられる。
・第2ステージ（弾頭後部の球形のコア）の外殻は「プッシャー」と呼ばれ、第1ステージからの断熱材、第2ステージのタンパー（中性子反射体）、そして第2ステージの核分裂ブースターの3つの役割を果たす。W88核弾頭では、このプッシャーの材質が通常のU238でなくU235に置き換えられている。核分裂連鎖反応を起こしやすいU235を用いることで、核分裂ブースターとしてより大きな核出力を生み出し、破壊力を向上させる。この構造の問題点は、大量の核分裂性U235が必要となることである。
アメリカ合衆国は推定約500ｔものU235を備蓄していると考えられている。
・第2ステージが再突入体の尾部側に配置されており、よりサイズの大きな第2ステージを搭載できる。第2ステージは主に重元素で構成されており質量が大きいため、通常は再突入時の空力的安定性の観点から、再突入体の先端側に配置される。また第1ステージは構造が複雑で大きくなりやすいため、この意味でもスペースに余裕のある尾部側に配置されることが多い。（一世代前のW87核弾頭はこの典型的な配置となっている）
・上述の通り、第2ステージよりも嵩張り軽量な第1ステージが、スペースに余裕のない弾頭先端側に配置されている。このため、第1ステージのサイズを小さくするために、楕円形状の2点点火式爆縮構造が用いられている。両ステージを覆うX線遮蔽ケーシングも、これに合わせてピーナツ状の形状となっている。
また、爆縮用の通常爆薬として、安全性の高い低感度低威力爆薬（爆縮レンズ用途に設計された特殊な爆薬）ではなく、通常の軍用爆薬が用いられている。
再突入体の重心を適正化するため、先端部にはバラストが内蔵されていると考えられている。
第2ステージの核分裂体/核融合体の層構造は、アラームクロック/スロイカ構造を応用している。